# Ficinia grandiflora
Ficinia grandiflora là loài thực vật có hoa trong họ Cói. Loài này được T.H.Arnold & Gordon-Gray mô tả khoa học đầu tiên năm 1978.